# Reddingscapsule

Moderne reddingscapsule van de beroepsvaart tijdens het te water laten

## Reddingsboot
Een reddingscapsule is een geheel afsluitbare reddingsboot die dient voor het bij calamiteiten in veiligheid brengen van personeel op schepen en olieplatforms. Deze boten zijn vaak voorzien van een extern sprinklersysteem zodat ze indien nodig door brandende olie en vlammen kunnen varen. Een standaard reddingscapsule wordt met een kabel neergelaten, de vrijevalboot heeft een snellere methode, deze valt namelijk vanuit een stellage direct vanuit tientallen meters hoogte direct in zee. Enkele verouderde reddingscapsules zijn in Nederland ingericht als hotelkamer van een drijvend hotel. 

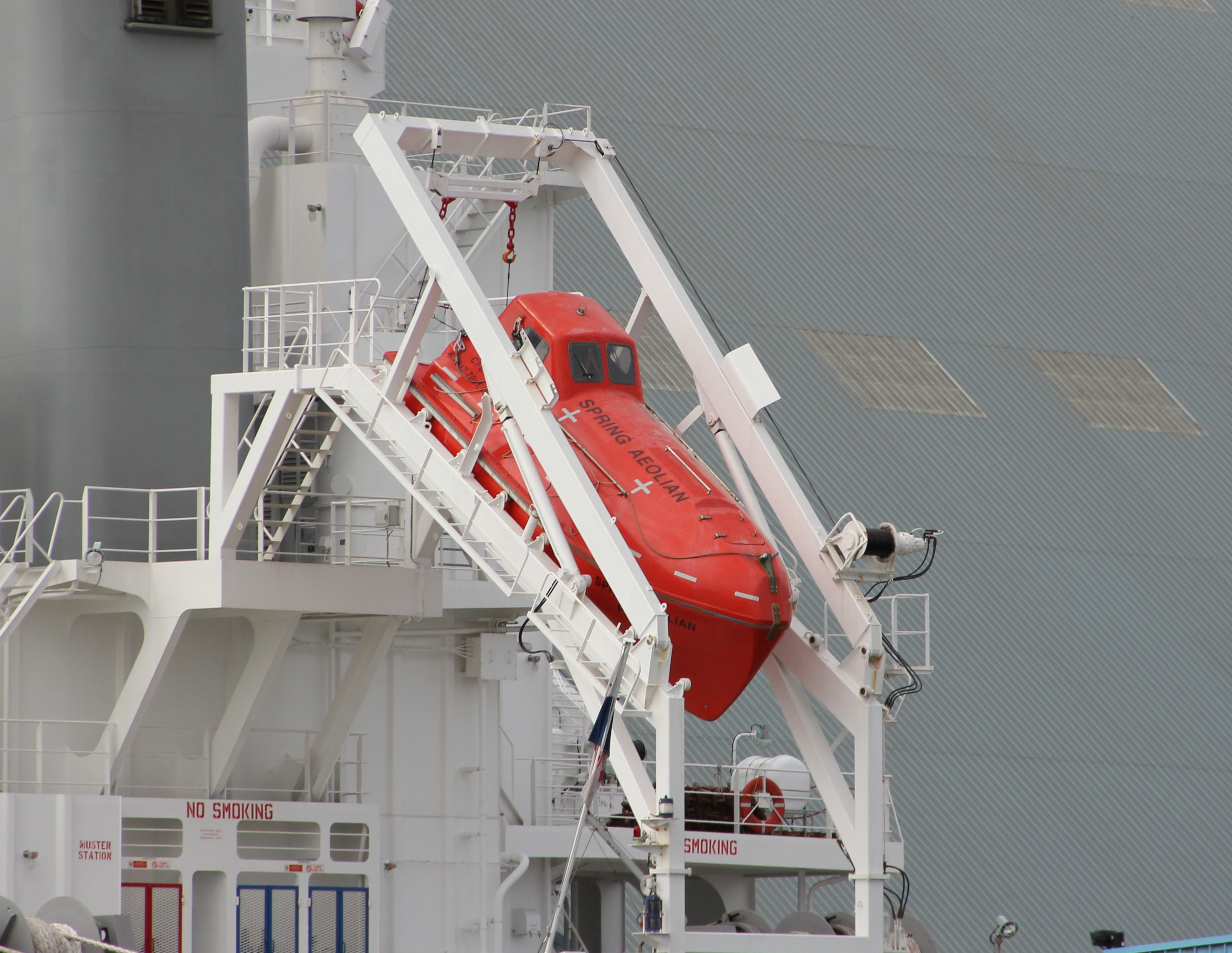
Vrijevalboot
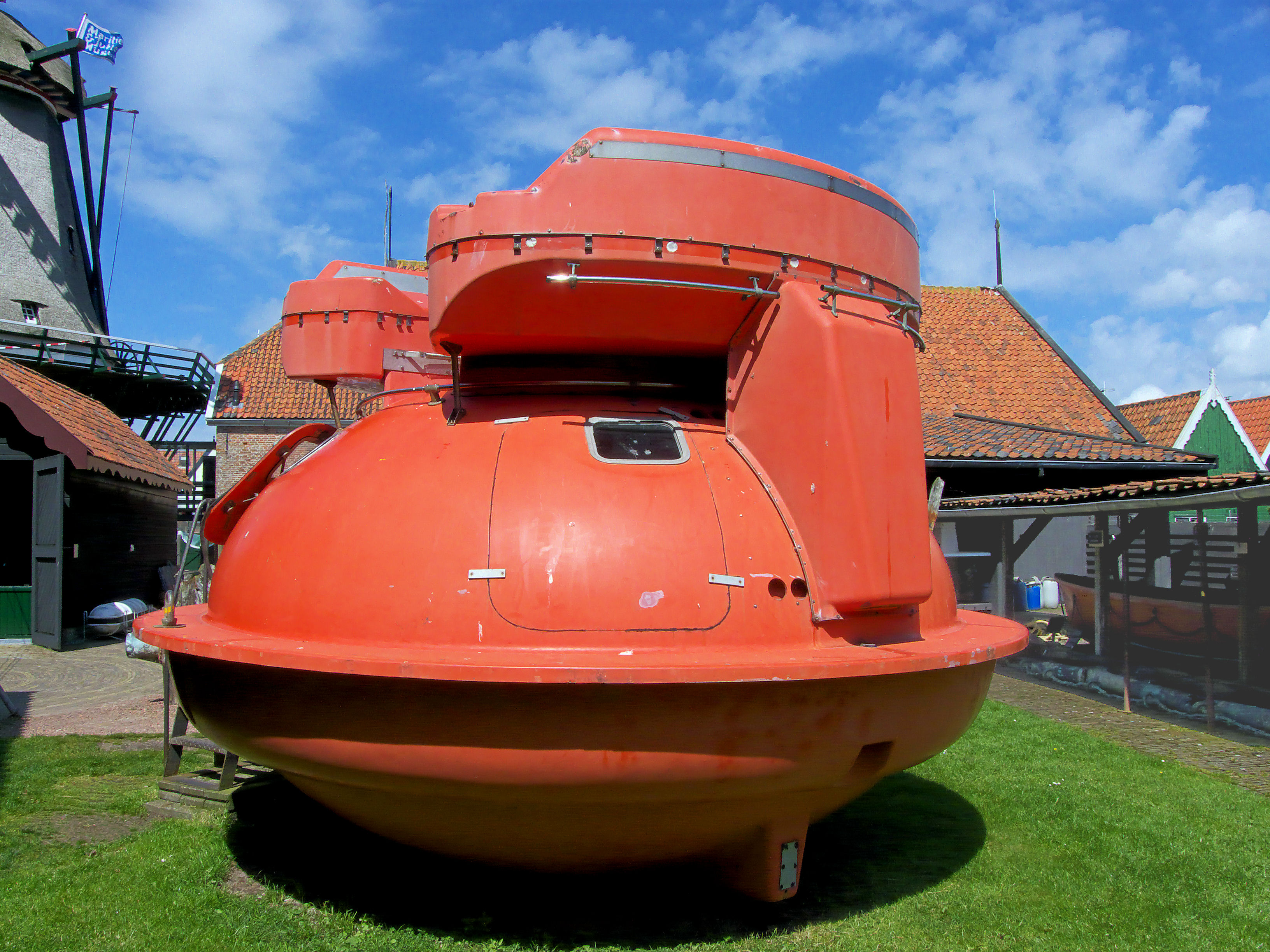
Reddingscapsule op het droge
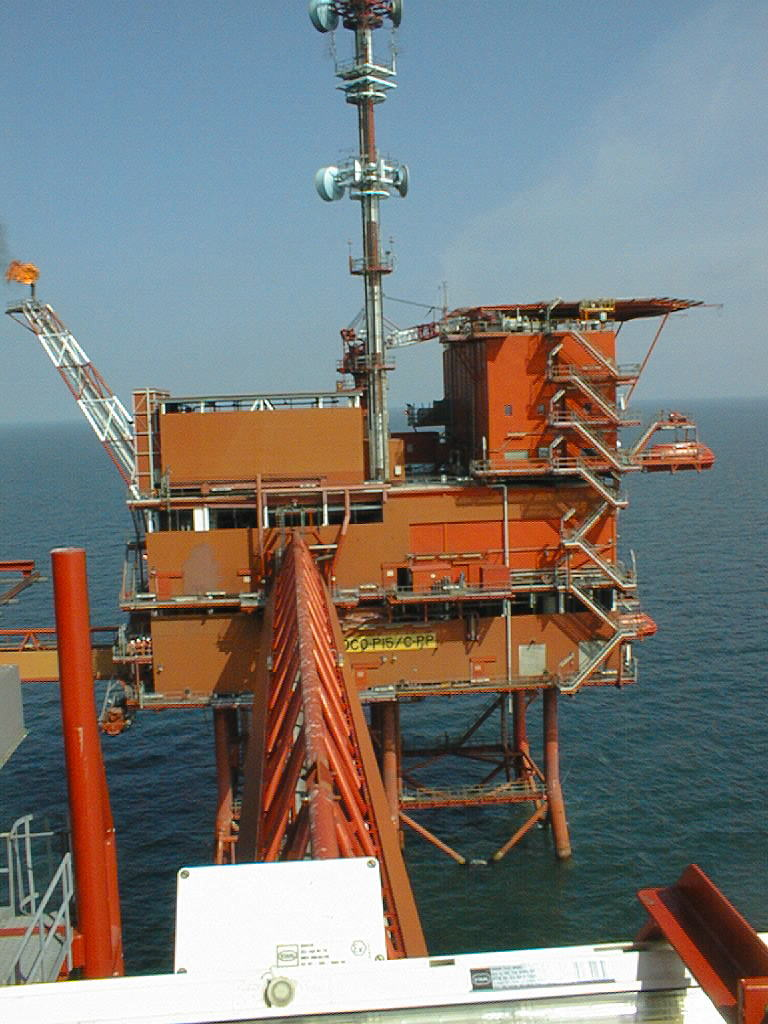
Platform P15 met helemaal rechts de reddingsboten

## Ruimtevaart

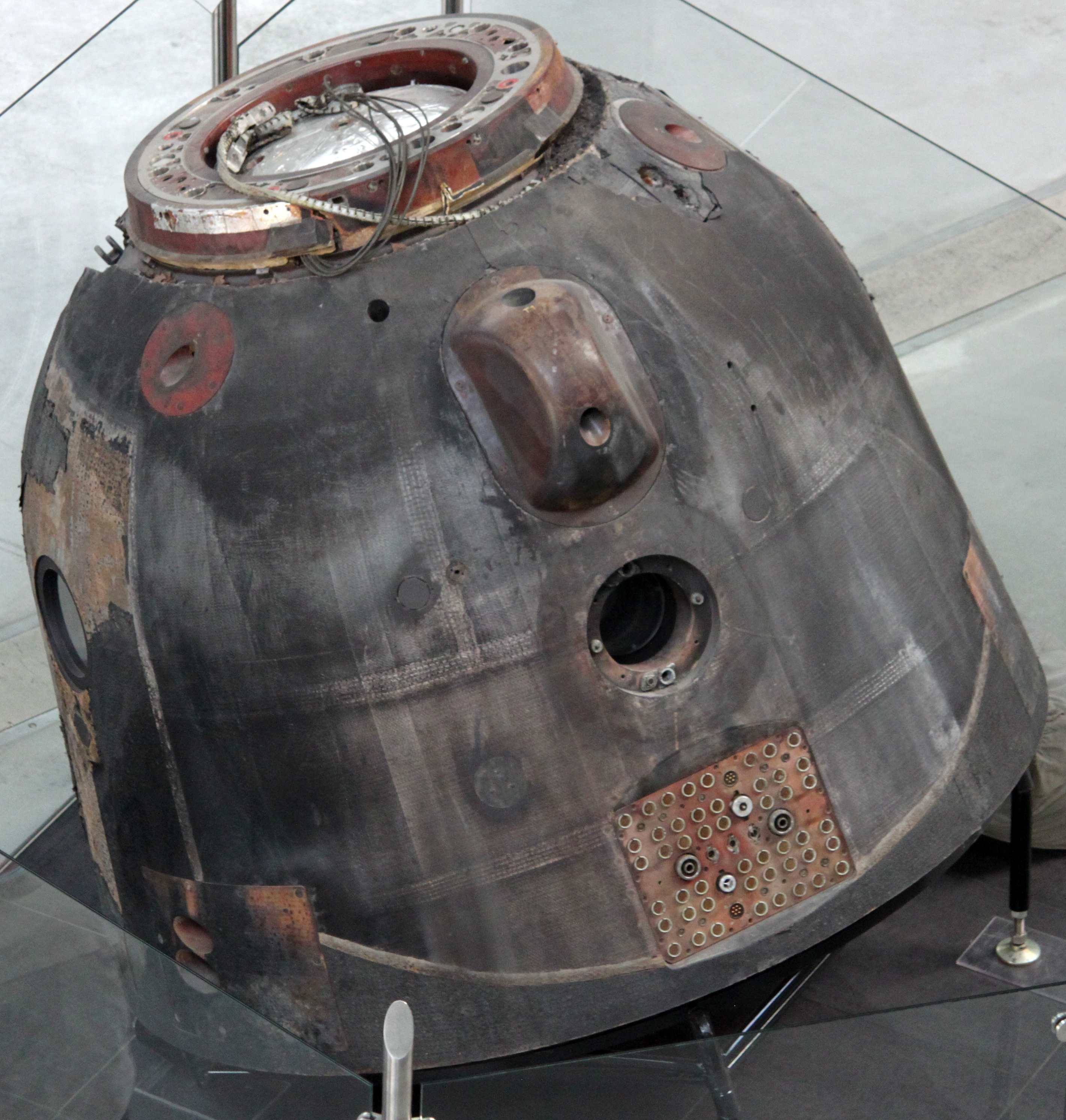
Sojoezcapsule

In de sciencefiction en de ruimtevaart komen reddingscapsules voor om te kunnen vluchten uit bijvoorbeeld een sterrenschip of ruimtestation. De Sojoezcapsule die aan het Internationaal ruimtestation ISS is gekoppeld fungeert ook als reddingscapsule.